# Смит, Родни (евангелист)
Ро́дни Смит по прозвищу «Цыган» (англ. Rodney «Gypsy» Smith; 31 марта 1860 — 4 августа 1947) — проповедник-евангелист, около 70 лет проповедовал на территории США и Великобритании.

## Детство
Родни Смит родился в семье кочевых цыган Британии, Корнелиуса и Мэри Смит. Родни был четвёртым ребёнком в семье. У него были две старшие сестры и старший брат, а потом родились ещё две сестры.
Отец Родни, Корнелиус Смит, изготавливал корзины, оловянную посуду и прищепки, которые затем продавала мать. Кроме того, Корнелиус играл на скрипке в пабах. Старшие дети помогали ему: танцевали, развлекая публику, и собирали деньги, которые давали за представление.
Когда Родни был маленьким ребёнком, его мать умерла от оспы.
В евангелистскую миссию мальчика привёл его отец. Сам Корнелиус познакомился с евангелистами в тюрьме, куда попал за долги.
Когда Смит с детьми впервые посетил церковь евангелистов, во время песнопений он упал в обморок. Очнувшись, Корнелиус вскочил и закричал: «Я обратился! Дети, Бог сделал меня новым существом! У вас новый отец!». Тринадцатилетний Родни так испугался, что выбежал из церкви.
Снова посещать собрания методистов будущий проповедник стал в возрасте 16 лет. Однажды мальчик, по приглашению проповедника, выступил вперёд и перед всеми стал молиться, чтобы Христос вошёл в его сердце. Из толпы донёсся недоверчивый шёпот: «Ой, это же всего лишь цыганёнок!». Это уязвило гордость Родни, и он стал работать над собой: научился читать, изучил Библию и начал проповедовать.

## Зрелые годы
Выступления юноши привлекли внимание генерала Уильяма Бута, и 25 июня 1877 года, когда Родни пришел на собрание Армии спасения, генерал велел: «Следующим пусть проповедует цыганчик». Родни был испуган таким вниманием. Когда он дошёл до кафедры, стало заметно, что он сильно дрожит. Тогда генерал предложил юноше спеть. Это был первый раз, когда Родни Смит пел гимны перед публикой. После пения он произнёс краткую проповедь в несколько фраз, которая заканчивалась словами: «Мое величайшее желание — жить ради Христа».
17 декабря 1879 года юный Смит женился на евангелистке Анне Пеннок. Вместе они служили в Армии Спасения, и очень удачно. Однако в 1882 году он принял в дар от слушателей золотые часы, что противоречило правилам Армии Спасения, и ему пришлось покинуть организацию.
Родни с женой стали странствовать по Великобритании и США с проповедями. Смит пользовался огромным успехом и собирал тысячи слушателей. Он также написал несколько книг на религиозную тематику.
Во время Первой мировой войны Смит служил в Молодёжной Христианской Организации и посещал британские войска во Франции с проповедями. За его деятельность король Британии Георг VI сделал его членом Ордена Британской Империи.
В браке с Анной у Цыгана родилось трое детей: два сына и дочь.
В 1937 году Родни Смит овдовел, но через год женился на женщине по имени Мэри Элис Шоу. Поскольку между ними была разница в 51 год, союз вызвал много критики. Тем не менее, брак оказался крепким. В течение 9 лет Мэри Элис помогала ему в организации и проведении встреч, выполняла секретарскую работу, а когда Смит стал немощен, стала его верной сиделкой.
Родни Смит скончался от сердечного удара в возрасте 87 лет, на пароходе «Королева Мария» (англ. «Queen Mary»), пересекающем Атлантический океан. Похоронен он был в Нью-Йорке.